# 出雲市警察
出雲市警察（いずもしけいさつ）は、かつて存在した島根県出雲市の自治体警察。

## 概要
従来の島根県警察部が解体され、1948年（昭和23年）3月7日に出雲市警察署が設置された。
1954年（昭和29年）に新警察法が公布された。これにより国家地方警察と自治体警察が廃止され、新たに都道府県警察として島根県警察本部が発足。出雲市警察も島根県警察に統合され、姿を消した。